# Сирота, Роза Абрамовна
Ро́за Абра́мовна Сиро́та (30 сентября 1924, Ленинград — 1 ноября 1995, Санкт-Петербург) — советский театральный режиссёр и педагог. Заслуженный деятель искусств РСФСР (1986).
Работая на протяжении многих лет в Большом драматическом театре, а в последние годы во МХАТе и МХТ им. Чехова, Роза Сирота самостоятельно поставила относительно немного спектаклей и больше прославилась своим умением работать с актёрами — созданием целого ряда актёрских шедевров.

## Биография
Роза Сирота родилась в Ленинграде в 1924 году, в 1952 году окончила Ленинградский театральный институт им. А. Н. Островского, класс Е. Г. Гаккеля, В. Я. Венгерова и В. С. Андрушкевича, и с того же года по распределению работала в качестве режиссёра в Кизеловском театре Молотовской области (ныне — Пермского края), где, по некоторым данным, за два с половиной года работы поставила 20 спектаклей. Среди них были «Сердце не камень» А. Н. Островского, «Старик» и «Чудаки» А. М. Горького, «Бронепоезд 14-69» Вс. Иванова.

### В Большом драматическом
В 1955 году Сирота вернулась в родной Ленинград и стала режиссёром Большого драматического театра, в то время переживавшего тяжёлый кризис и потерявшего зрителей. Но всё изменилось с приходом в БДТ в феврале 1956 года Георгия Товстоногова; Сирота была «правой рукой» главного режиссёра в работе над многими знаменитыми спектаклями БДТ, такими как «Эзоп», «Варвары» М. Горького, «Идиот», «Синьор Марио пишет комедию» А. Николаи, «Пять вечеров» и «Моя старшая сестра» А. Володина, позже «Мещане» и «Лиса и виноград». «Не будем забывать, — писал Сергей Юрский, — что в начале 60-х (да и десять, и двадцать лет потом) режиссёр-женщина с отчеством „Абрамовна“ не могла рассчитывать ни на какую перспективу. Выбор был невелик: бороться без всякой надежды на успех за честолюбивую мечту стать постановщиком или… спрятаться за широкую спину Товстоногова и пойти в вечные помощники. Сирота выбрала второе. Не из смирения и уж никак не из трусости. Она обрела смысл и силу в почти исчезнувшей к тому времени особой профессии режиссёра-педагога».
Оставаясь режиссёром «при постановщике» Товстоногове, она оказывала значительное влияние на художественный результат. Говоря о постановках современных пьес, прежде всего А. Володина, критик отмечал у Сироты «абсолютный слух на нарождающиеся, непривычные и первоначально не столь уж отчетливо выраженные новые ритмы», слух на «специфические особенности очередной драматургической „новой волны“».
Как немногие режиссёры, Роза Сирота умела работать с актёрами. «Товстоногов, — писал Олег Басилашвили, — подчас великолепно, гениально находил общий рисунок пьесы, сцены, роли. Сирота пыталась помочь актёру оправдать предложенный Товстоноговым результат. Сделав почти невыполнимое простым, лёгким и приятным». В частности, ей, не в последнюю очередь, театр был обязан рождением такого актёрского шедевра, как князь Мышкин Иннокентия Смоктуновского. После премьеры «Идиота», вспоминал Сергей Юрский, зрители заговорили о Смоктуновском, а актёры — о Розе Сироте. «…Удивительный режиссёр-педагог, — пишет Наталья Старосельская, — тонкий, вдумчивый воспитатель артистов, умевший раскрыть нечто глубоко спрятанное в человеке и возвести это нечто в степень подлинного мастерства». С выпуском спектакля работа для Сироты не заканчивалась: присутствуя на каждом представлении, по окончании она учиняла актёрам разносы, или вносила коррективы, или ставила перед ними новые задачи, не позволяя спектаклям изнашиваться, терять со временем первоначальное наполнение — и обеспечивая им долгую жизнь на сцене. Артисты БДТ нередко обращались к Сироте за помощью и в процессе работы над киноролями: так, Иннокентий Смоктуновский репетировал с ней Гамлета, а Кирилл Лавров — Ивана Карамазова.
Георгий Товстоногов высоко ценил Сироту как помощника, однако недостаток самостоятельной работы побудил её в 1962 году покинуть театр и перенести свою деятельность на Ленинградское телевидение, где, в частности, был поставлен спектакль «Зима тревоги нашей» по Дж. Стейнбеку со Смоктуновским в главной роли. «…У нас был принцип, — говорил один из ведущих актёров БДТ Евгений Лебедев, — кто уходил из театра, тот уже не возвращался». Для Сироты Товстоногов сделал исключение: в 1966 году она вернулась в Большой драматический, где работала до 1972 года и поставила один из самых популярных спектаклей БДТ того времени — «Цена» по пьесе Артура Миллера, с очередным актёрским шедевром — Грегори Соломоном в исполнении Владислава Стржельчика.
В 70-х годах Сирота ставила также литературные программы в Ленконцерте для Марины Раковой — «Визит старой дамы» Ф. Дюрренматта и «Мастер и Маргарита» по роману М. А. Булгакова (1979).

### Во МХАТе
«В чудовищно сложных, пожизненно трагедийных отношениях Сироты и Товстоногова, — писал Владимир Рецептер, — чаще всего обнаруживалась родовая близость, иногда — вкусовая противоположность, но дразнящий и накаляющий обоих парадокс был в том, что именно в совместной работе они достигали высот, быть может, недоступных им поодиночке». Покинув во второй раз БДТ, Сирота несколько лет работала в Ленинградском театре им. Ленинского комсомола, который в то время возглавлял Геннадий Опорков; ставила собственные спектакли, работала в паре с главным режиссёром и всё же, по свидетельствам очевидцев, в новом театре чувствовала себя неуютно. Но второй измены Товстоногов не простил даже Сироте, и новая попытка вернуться в БДТ уже не удалась.
В 1979 году она была приглашена во МХАТ — по инициативе Иннокентия Смоктуновского, который намеревался поставить «Царя Фёдора Иоанновича» А. К. Толстого и, будучи неопытным режиссёром, нуждался в её помощи. Совместная постановка не состоялась: не без участия Сироты, упрекнувшей своего старого друга в неподобающем обращении с актёрами, художественный совет театра прекратил работу над спектаклем; но она осталась во МХАТе, участвовала в качестве режиссёра в нескольких постановках Олега Ефремова (и даже выходила на сцену в роли концертмейстера Доры в спектакле «Московский хор»), самостоятельно поставила несколько спектаклей. Последней работой Сироты стал спектакль «Семь жизней Немировича-Данченко». В Москве, как и в Ленинграде, она помогала всем, кто обращался к ней за помощью; среди тех, кто репетировал с ней — неофициально, тайком от режиссёра-постановщика — были Татьяна Доронина и Людмила Максакова, Александр Калягин и Армен Джигарханян.
В этот период Сирота создала на студии «Мелодия» литературные композиции «Супруги Каренины», по роману Л. Н. Толстого «Анна Каренина» (1983), с участием Людмилы Чурсиной и Изиля Заблудовского, и «Монарх. Пётр и Алексей» (1988) — драматические сцены по материалам «Истории Петра» А. С. Пушкина в исполнении Владимира Рецептера.
Роза Сирота известна также как театральный педагог: в 1964—1965 и 1976—1979 годах преподавала в ЛГИТМиК на кафедре режиссуры, в 1985—1986 годах — в ГИТИСе, а в 1987—1991 годах вместе с О. Ефремовым вела режиссёрский курс в Школе-студии МХАТ.
В последние годы Роза Сирота тяжело болела, лечилась в Институте им. А. Л. Поленова и умерла в Санкт-Петербурге 1 ноября 1995 года.

## Творчество

### Театральные постановки
Кизеловский драматический театр
- 1952 — «Близкие родственники» В. Брагина и З. Гердта
- 1952 — «Зелёный рай» О. Васильева
- 1952 — «Сердце не камень» А. Островского
- 1952 — «Старик» М. Горького
- 1952 — «Королевство кривых зеркал» В. Губарева и Э. Успенского
- 1953 — «Бронепоезд 14-69» В. Вишневского
- 1953 — «Шакалы» А. Якобсона
- 1953 — «Поэма о любви» Г. Мусрепова
- 1953 — «Твоё личное дело» Э. Успенского и Л. Ошанина
- 1953 — «Чудаки» М. Горького
- 1954 — «Годы странствий» А. Арбузова
- 1954 — «Не называя фамилий» В. Минка
- 1954 — «Свадебное путешествие» В. Дыховичного и М. Слободского[21]

Молотовский драматический театр
- 1953 — «Анна Каренина» по Л. Толстому, инсценировка Н. Д. Волкова[21]

Театр им. В. Ф. Комиссаржевской
- 1955 — «Чудак» Н. Хикмета (совместно с В. С. Андрушкевичем)

Большой драматический театр им. М. Горького
- 1958 — «Дали неоглядные» Н. Вирты (совместно с И. П. Владимировым)
- 1960 — «Верю в тебя» В. Коростылёва
- 1968 — «Цена» А. Миллера

Ленинградский театр им. Ленинского комсомола
- 1972 — «Выбор» А. Арбузова (совместно с О. И. Далем)
- 1973 — «Строитель Сольнес» Г. Ибсена
- 1977 — «История одной любви» А. Тоболяка

МХТ им. Чехова
- 1991 — «Осколки разбитого вдребезги» по А. Аверченко
- 1991 — «Тёмная комната» Л. Петрушевской (художественный руководитель постановки; режиссёры — В. В. Михайлов, О. Г. Бабицкий и Д. К. Гинкас)
- 1993 — «Уважаемые граждане» по М. Зощенко
- 1993 — «Семь жизней Немировича-Данченко» А. Немировича-Данченко (совместно с Е. А. Кемарской)

### Работы на телевидении
- 1963 — «Зима тревоги нашей» по Дж. Стейнбеку
- 1969 — «Смерть Вазир-Мухтара» по Ю. Тынянову (вместе с Владимиром Рецептером)